# Förstakammarvalet i Sverige 1867
Förstakammarvalet i Sverige 1867 var egentligen flera fyllnadsval i Sverige. Valet utfördes av landstingen och i de städer som inte hade något landsting utfördes valet av stadsfullmäktige. 

## Invalda riksdagsmän
Kristianstads läns valkrets:
- Carl Carlheim-Gyllensköld

Göteborgs och Bohus läns valkrets:
- Leonard Nordenfelt
- Wilhelm Leijonancker

Älvsborgs läns valkrets:
- Theodor Berg

Skaraborgs läns valkrets:
- Adolf Säve

Värmlands läns valkrets:
- Theodor Wijkander
- Otto Falk

Örebro läns valkrets:
- Robert Montgomery-Cederhielm

Gävleborgs läns valkrets:
- Edvard Frisk

Jämtlands läns valkrets:
- Gustaf Asplund

Västerbottens läns valkrets:
- Johan August Hazelius